# Keiji Suzuki

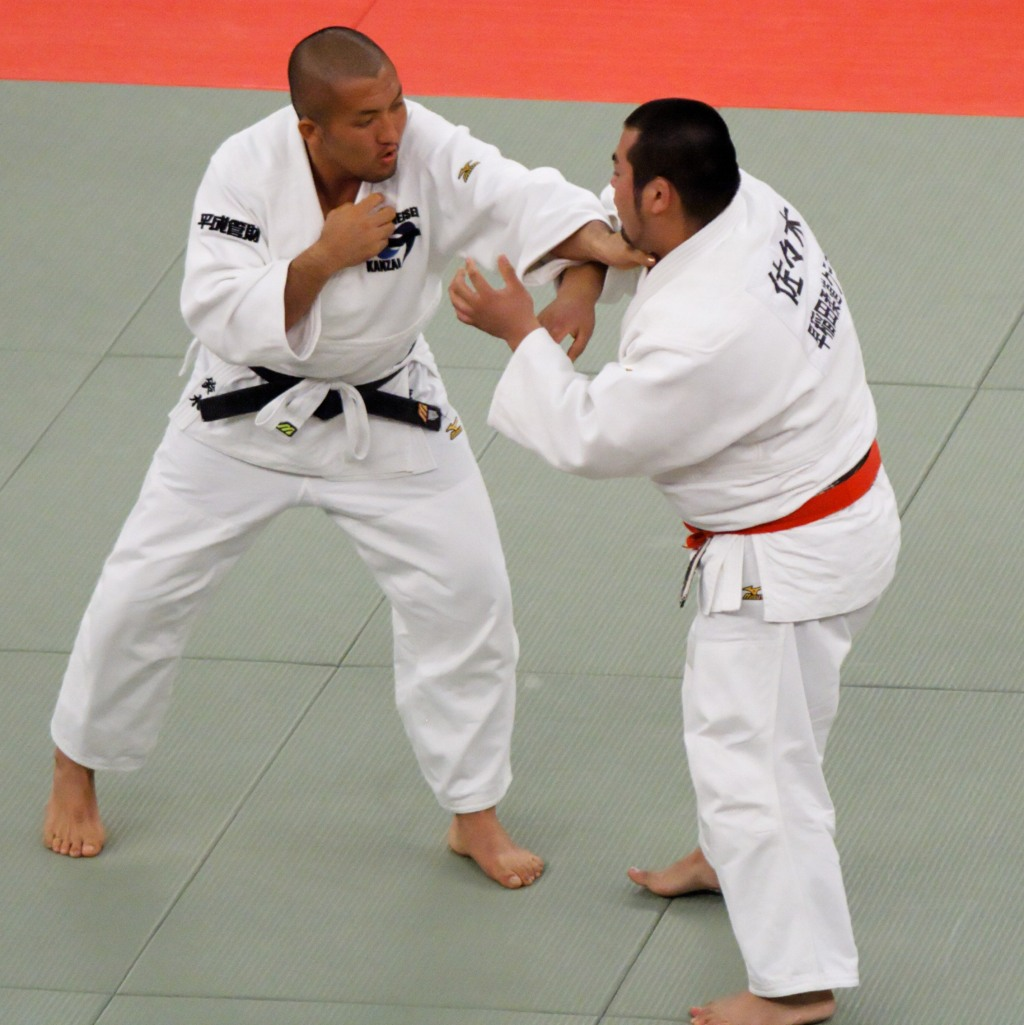
Keiji Suzuki (links) bei den offenen japanischen Meisterschaften 2008

Keiji Suzuki (jap. 鈴木 桂治, Suzuki, Keiji; * 3. Juni 1980 in Jōsō, Präfektur Ibaraki) ist ein ehemaliger japanischer Judoka. Er war Olympiasieger 2004 sowie Weltmeister 2003 und 2005.

## Karriere
Der 1,85 m große Keiji Suzuki gewann 1998 bei den Juniorenweltmeisterschaften in Cali den Titel im Halbschwergewicht, der Klasse bis 100 Kilogramm. 1999 erkämpfte er in Leonding seinen ersten Weltcupsieg. Im Dezember 2000 erhielt er bei den Studentenweltmeisterschaften in Málaga die Bronzemedaille, im Oktober 2001 siegte er dann bei der Universiade in Peking. Ein Jahr später erkämpfte er die Goldmedaille bei den Asienspielen in Busan. Im April 2003 gewann Suzuki bei den offenen japanischen Meisterschaften im Halbschwergewicht. Ende des Monats erreichte er bei den offenen japanischen Meisterschaften in der Offenen Klasse das Finale, unterlag dort aber gegen Kōsei Inoue. Bei den im September 2003 in Osaka ausgetragenen Judo-Weltmeisterschaften 2003 siegte Inoue im Halbschwergewicht, Suzuki gewann den Weltmeistertitel in der Offenen Klasse. Bei den offenen japanischen Meisterschaften 2004 belegte Suzuki im Halbschwergewicht nur den dritten Platz, gewann aber drei Wochen später den Titel in der Offenen Klasse. Im Mai 2004 trat Suzuki bei den Asienmeisterschaften in Almaty im Schwergewicht an, der Klasse über 100 Kilogramm. Dort gewann er die Silbermedaille hinter dem Südkoreaner Kim Sung-bum. Bei den Olympischen Spielen 2004 in Athen trat Suzuki gleichfalls im Schwergewicht an. Im ersten Kampf gegen den Deutschen Andreas Tölzer musste er über die volle Distanz von fünf Minuten gehen und gewann mit einer mittleren Wertung. In den Runden danach traf er auf den Griechen Charis Papaioannou, den Weißrussen Juri Rybak, den Italiener Paolo Bianchessi und im Finale auf den Russen Tamerlan Tmenow, die er alle vorzeitig durch Ippon besiegte.
Nachdem Suzuki im April 2005 die offenen japanischen Meisterschaften in der Offenen Klasse gewonnen hatte, trat er bei den Judo-Weltmeisterschaften 2005 in Kairo im Halbschwergewicht an und gewann den Titel durch einen Finalsieg über den Ukrainer Vitaliy Bubon. 2006 belegte Suzuki den zweiten Platz bei den offenen japanischen Meisterschaften in der Offenen Klasse, 2007 gewann er im Halbschwergewicht und in der Offenen Klasse. 2008 siegte er erneut im Halbschwergewicht und belegte den zweiten Platz in der Offenen Klasse. Bei den Olympischen Spielen 2008 in Peking trat Suzuki im Halbschwergewicht an, in seinem ersten Kampf unterlag er vorzeitig dem späteren Olympiasieger Naidangiin Tüwschinbajar aus der Mongolei. In der Hoffnungsrunde schied er nach 34 Sekunden gegen den Deutschen Benny Behrla aus.
2009 startete Suzuki wieder im Schwergewicht, bei den Asienmeisterschaften in Taipeh unterlag er im Finale gegen den Südkoreaner Kim Soo-whan. 2010 gewann Suzuki bei den offenen japanischen Meisterschaften im Schwergewicht. Bei den Judo-Weltmeisterschaften 2010 in Tokio erhielt er in der Offenen Klasse eine Bronzemedaille. 2011 gewann er in der Offenen Klasse seinen letzten Titel bei den offenen japanischen Meisterschaften. Bei den Judo-Weltmeisterschaften 2011, die Ende August in Paris ausgetragen wurden, gehörten die Offenen Klassen bei Männern und Frauen erstmals nicht mehr zum Wettkampfprogramm. Ende Oktober fanden in Tjumen Titelkämpfe in der Offenen Klasse statt, bei denen Suzuki die Bronzemedaille erkämpfte. 2012 beendete er seine internationale Karriere.